# Starity
Starity.hu (nombre de fantasía queriendo decir 'estrellato') es un portal de comunidad cibernético húngaro sobre celebridades, cuyo contenido es publicado y editado por los propios usuarios. Según la descripción de su creador, su objetivo es la creación y entretenimiento de una comunidad cibernética aficionada al mundo de espectáculos, siendo la propia comunidad quien crea y publica el contenido de la página. Registrarse al portal es gratuito. Su base de datos incluye más de 10 000 celebridades —húngaros e internacionales— y dispone de cerca de 80.000 usuarios registrados.

## Historia
El proyecto inició como un foro de imágenes de alta resolución en octubre de 2004, con el nombre HQ Paradise. Entonces era accesible en la dirección www.hqparadise.hu y le servía como plataforma el software Invision Power Board.
El primer momento clave en la historia de la página fue su ampliación con una Enciclopedia estelar (en húngaro: Sztárlexikon) recibiendo ésta un dominio aparte: www.sztarlexikon.hu. Las celebridades estaban ordenadas en la lista de popularidad de la página por el software, según el número de imágenes subidas y el de seguidores (cuantas más imágenes y seguidores tenía una celebridad, menor número de entrada tenía en la base de datos). Las páginas (fichas) estelares eran editadas por los usuarios mismos según un acceso (autorización) especial recibido del administrador.
El 15 de marzo de 2010 el proyecto experimentó un cambio total de nombre, dominio e imagen, convirtiéndose en un portal de comunidad. Así se formó la página actual Starity, cuya plataforma fue desarrollada por el mismo autor, obteniendo varias opciones nuevas.

## Opciones
El portal actual ofrece las siguientes opciones:
- Comunidad cibernética (Közösség). Los usuarios —similarmente a otras páginas de comunidad— pueden marcar y agregar a otros como «amigo», votar unos por los otros, escribir mensajes en su «muro» y mandar mensajes privados.
- Revista (Magazin). Los miembros tienen la posibilidad de escribir artículos de las celebridades, los cuales aparecerán en la página principal después de que un moderador los haya revisado y aprobado. Se puede opinar sobre el artículo y también se abre automáticamente un tema de discusión en el foro vinculado al mismo.
- Enciclopedia estelar (Sztárlexikon). El portal cuenta con una base de datos de más de 10 000 estrellas[2] (entre las que se encuentran, según su profesión, cantantes, actores, modelos, deportistas, etc.), cuyas fichas o páginas son editadas por los usuarios. Las páginas estelares contienen, además de los datos personales de las celebridades, biografía, discografía, filmografía, imágenes de los años de su carrera y, si la estrella usa el Twitter, el programa es capaz de obtener y visualizar sus mensajes (o tweets) más recientes. También aparecen los últimos artículos y temas del foro relacionados con la estrella, así como una opción de escribir evaluación sobre la misma.
- Perfiles de usuario. Los miembros registrados, aparte de sus datos personales, pueden subir fotos e incluir videos de YouTube en su perfil.
- Foro (Fórum). El portal dispone de un foro dividido en varias secciones, cuyo objetivo principal es compartir imágenes y videos de alta calidad sobre las celebridades.